# Razbitume ! Restez branchés !
Razbitume ! Restez branchés ! (All Grown Up! Express Yourself) est un jeu vidéo d'action-aventure développé par Altron et édité par THQ, sorti en 2004 sur Game Boy Advance. Il est basé sur la série télévisée d'animation du même nom.

## Accueil
- GameZone : 8,2/10[1]
- Nintendo Power : 2,4/5[2]